# Hefesto (DC Comics)
Hefesto (también llamado a veces como Vulcano o Hephaestus) es el nombre de un Dios, un personaje ficticio de DC Comics, basado libremente en el Dios Hefesto de la mitología griega, Hefesto es el Dios del fuego, los herreros, los artesanos, los escultores, los metales, la metalurgia, la artesanía y el volcán. Hefestos ha forjado muchas de las armas y la armadura de la Mujer Maravilla, además del creador de varios artefactos de increíbles poderes. Ha tenido participación en las historias de las amazonas de Temiscira y de Mujer Maravilla. En Los Nuevos 52, el horrible Hefesto recoge a los hijos varones de las amazonas que habían sido abandonados por las amazonas de Temiscira. 

## Historia de la publicación
Hefesto apareció por primera vez en All-Star Comics #8 (25 de octubre de 1941) siendo creado principalmente para las historias de Wonder Woman por Charles Moulton. Para la continuidad de la Tierra-1 Hefesto fue creado por Marv Wolfman, apareciendo por primera vez en New Teen Titans #12, y en el Nuevo universo de The New 52 apareció en Wonder Woman (Volumen 4) #7 de Brian Azzarello y Cliff Chiang.

## Biografía ficticia

### Pre-Crisis
Hefesto es el hijo de Zeus, rey de los dioses y su esposa Hera. Él nació en el monte Olimpo, pero fue arrojado por su madre debido a sus rasgos deformados, Hefesto vivió con ninfas de las aguas cercanas a la isla de Lemnos. Es un herrero y fabricante de armas, conocido por la creación de los rayos de Zeus. También hace a mano las armas de la Mujer Maravilla y armaduras como los Guanteletes de Atlas y las sandalias de Hermes. All-Star Comics (enero de 1942)
Una lucha entre Afrodita y Ares llevó a la creación de las Amazonas, que han sido guiadas y protegidas por las diosas desde entonces. Los esquemas recientes de Ares para destruir las Amazonas y sus dioses compañeros condujeron a un campeón del Amazonas que era elegido. (Mujer Maravilla v.2 # 1) Este campeón fue la princesa Diana, hija de la reina Hippolyta, a quien Hermes escoltó a Man's World. Allí la llamaron Mujer Maravilla. Hefesto forjó el lazo dorado de la Mujer Maravilla desde el cinturón de la diosa de la Tierra Gaea, y sus brazaletes de plata que formó a partir de la astilla de Zeus. Mientras que los dioses olímpicos eran sus patrones, otros dioses eran sus enemigos. Ares y su progenie, Deimos y Phobos, rápidamente se pusieron a desafiar a la princesa en su búsqueda. Fobos creó la criatura Decay del "corazón de la Gorgona", que Diana despachó rápidamente. Mientras tanto, Deimos reclutó a humanos en lados opuestos, incitándolos a la guerra. (Mujer Maravilla # 3-4).

### Después de la crisis
Hefesto apareció después de la crisis en tierras infinitas y solo en cameos como un hombre bajo y ancho al que Atenea ordenó encontrar una manera de quitar la estatua colosal en la que se convirtió Zeus después de Diana utilizó la cabeza de Medusa en él durante una pelea en el Olimpo.

### Los nuevos 52
En el reinicio de Los nuevos 52, Wonder Woman recibe una serie de revelaciones sobre su verdadero pasado de Hefesto y su hijo Eros. Comienza con ser informada que Zeus es ella en realidad su padre, más tarde Hefesto le explica a Diana sobre los Amazonas masculinos.

#### Wonder Woman: Agallas
Cuando Hades secuestra a Zola, Wonder Woman le pide ayuda a Hefestos a través de su hijo Eros. Durante el tiempo que la amazona está en la forja del dios descubre que los ayudantes de este son los hijos varones de las amazonas y creyendo que son esclavos atrapa a Hefestos para liberarlos pero estos le exigen que suelte al dios herrero. Cuando las amazonas tenían un hijo varón lo arrojaban al mar para que se ahogara pues veían a estos como una vergüenza, esto conmovió a Hefestos por lo que les propuso a las guerreras que le entregaran a los recién nacidos a cambio de armas y equipo. El dios crio a los niños como si fuera su padre, enseñándoles el arte de la herrería y convirtiéndolos en sus ayudantes. Cuando Wonder Woman se entera de esto libera a Hefestos arrepentida por juzgar mal al herrero.
Al enterarse del matrimonio entre Hades y Mujer Maravilla decide ir como un invitado acompañado de Eros y Lennox, aunque en realidad iban para rescatar a la novia. Cuando se encuentra con Hades le entrega su regalo de bodas, un espejo en el cual Infierno ve su reflejo y entonces recibe un disparo de Diana con los revólveres de Eros para que empiece a amarse a sí mismo. Es entonces cuando Wonder Woman cuestiona a Hefestos y le pregunta si él sabía todo lo que pasaría desde el momento en que ella le pidió ayuda pero el dios responde con evasivas.

#### Wonder Woman: Hierro
Hefestos se reúne de nuevo con Diana y modifica sus brazaletes para que sean capaz de invocar unas espadas que la ayuden en sus combates, además de recordarle a la amazona que la mentira que le dijo Hipólita acerca de su origen lo hizo por amor a ella.

#### Wonder Woman: Huesos
Cuando el villano First Born ataca con su ejército a Temiscira, Hefestos va con Afrodita y Eros a llevar como refuerzo para las amazonas a los descendientes varones de este grupo de mujeres, además de armas, armaduras y robots con los cuales son capaces de derrotar al enemigo y defender la isla.

## Poderes y Habilidades
Hefesto es un herrero y fabricante de armas, Puede crear objetos con increíbles poderes, usualmente en su forja, aunque también se ha visto que puede modificarlos con solo tocarlos durante un breve tiempo, es conocido por crear los rayos de Zeus. También elaboró armas y armaduras para la Mujer Maravilla, los Guanteletes de Atlas, las Sandalias de Hermes y el Aniquilador a petición de Ares.
Entre sus destrezas y habilidades están su Fuerza y poderes, intelecto, Control del fuego y el calor, Reflejos, resistencia además de poseer Inmortalidad y nunca envejecer. Como debilidades están: Pérdida de energía: Los dioses olímpicos perderán gradualmente sus poderes sin adoradores, aunque es inmortal aun puede morir si recibe un ataque letal.

## Otras versiones

### Flashpoint
Después de Flashpoint, la Mujer Maravilla recibe varias revelaciones acerca de su verdadero pasado por parte de Hefesto. El le dice que Zeus es en realidad su padre y lo que es peor, le dice la verdad acerca de las amazonas. Las amazonas cada treinta y tres años seducen a los viajeros díscolos para reponer sus números y luego los matan, una vez que han cumplido el objetivo de que las embaracen. Cuando nace una hija que se da la bienvenida a la tribu amazónica, pero todos los hombres son asesinados; es decir, hasta que Hefesto comenzó el comercio de ellos en busca de armas. Los hombres son atendidos y llegan a ser obreros en su forja. Wonder Woman intentó liberarlos de su esclavitud, pero ellos se resistieron, pensando en cambio, que no se encontraban en esclavitud. Ellos ven a Hefesto con el que los rescató y les ha dado un propósito de vida.

## Apariencia
Hefesto fue creado como un Hombre de baja estatura, conjo y feo, su apariencia era la de una persona semiobesa
En los nuevos 52 Hefesto ha vivido una actualización de su apariencia y ahora se parece a un ogro grande como criatura con dientes puntiagudos y lava encima como costra desde sus codos hacia abajo. Diana, Lennox y Hermes tienen que pasar por Eros, el amado hijo de Hefesto y el sobrino de Hermes, para poder entrar en su fragua escondida bajo el monte Etna, porque prefiere no tener visitantes. Mientras que su arsenal contiene muchas armas y trajes de la armadura, antiguos y modernos, como espadas y miniguns, Hefestos también crea muchos pedazos de joyería excepcional, que su esposa Afrodita todavía encuentra carecer.

## En otros medios
Hefesto aparece en el episodio "Hawk y Dove" de la Liga de la Justicia Ilimitada con la voz de Ed Asner, Ares le pidió crear al Aniquilador con el propósito de exacerbar la guerra civil en Kasnia. El Aniquilador resultó incluso demasiado fuerte para un equipo de la Liga de la Justicia compuesto por Mujer Maravilla, Hawk y Dove.
Reconociendo la marca de Hefesto en el pecho de la máquina, la Mujer Maravilla lo confrontó. Hefesto confesó que todas sus creaciones contenían una debilidad incluso su traje que había sido creado por el para la Reina Hippolyta, pero él no le diría cual era la debilidad del Aniquilador. Sin embargo, le dio una indirecta que ella figuró hacia fuera en el medio de la batalla siguiente entre los Kasnianos: el Aniquilador era indestructible, pero requería de agresión e ira para cargar su energía.